# Gran Premio motociclistico di Cecoslovacchia 1966
Il Gran Premio motociclistico di Cecoslovacchia fu il settimo appuntamento del motomondiale 1966.
Si svolse il 24 luglio 1966 presso il circuito di Brno alla presenza di 100.000 spettatori. Quattro le classi in programma (125, 250, 350 e 500).
La giornata fu dominata dalla Honda, vincitrice in tutte le classi, e da Mike Hailwood, autore di una "tripletta" (250 – di cui ottenne anche il titolo di Campione del Mondo –, 350 e 500).

## Classe 500

### Arrivati al traguardo
| Pos. | Pilota           | Moto      | Tempo        | Punti |
| ---- | ---------------- | --------- | ------------ | ----- |
| 1    | Mike Hailwood    | Honda     | 1h 16' 05" 3 | 8     |
| 2    | Giacomo Agostini | MV Agusta | +1' 16" 6    | 6     |
| 3    | Gyula Marsovszky | Matchless | +1 giro      | 4     |
| 4    | Jack Findlay     | Matchless | +1 giro      | 3     |
| 5    | Jack Ahearn      | Norton    | +1 giro      | 2     |
| 6    | Eric Hinton      | Norton    | +1 giro      | 1     |
| 7    | John Cooper      | Norton    |              |       |
| 8    | Billie Nelson    | Norton    |              |       |
| 9    | Lewis Young      | Norton    |              |       |
| 10   | John Dodds       | Norton    |              |       |
| 11   | Gustav Havel     | Jawa-ČZ   |              |       |
| 12   | Bosse Granath    | Matchless |              |       |
| 13   | Dan Shorey       | Norton    |              |       |
| 14   | Walter Scheimann | Norton    |              |       |
| 15   | Pentti Lehtelä   | Norton    |              |       |
| 16   | Peter Sheppard   | Norton    |              |       |
| 17   | Roger Beaumont   | Norton    |              |       |

### Ritirati
| Pilota            | Moto      | Motivo ritiro |
| ----------------- | --------- | ------------- |
| Tauno Nurmi       | Norton    |               |
| Griff Jenkins     | Norton    |               |
| György Kurucz     | Norton    |               |
| Agne Carlsson     | Matchless |               |
| Fred Stevens      | Paton     |               |
| Ernst Weiss       | Norton    |               |
| Stuart Graham     | Matchless |               |
| Joe Dunphy        | Norton    |               |
| Derek Lee         | Norton    |               |
| František Šťastný | Jawa-ČZ   |               |
| Rudolf Thalhammer | Norton    |               |
| Eduard Lenz       | Matchless |               |

## Classe 350

### Arrivati al traguardo
| Pos. | Pilota            | Moto      | Tempo     | Punti |
| ---- | ----------------- | --------- | --------- | ----- |
| 1    | Mike Hailwood     | Honda     | 59' 06" 6 | 8     |
| 2    | Giacomo Agostini  | MV Agusta | +17" 4    | 6     |
| 3    | Heinz Rosner      | MZ        | +4' 59" 4 | 4     |
| 4    | František Šťastný | Jawa      | +5' 02"   | 3     |
| 5    | Renzo Pasolini    | Aermacchi | +1 giro   | 2     |
| 6    | Alberto Pagani    | Aermacchi |           | 1     |

## Classe 250

### Arrivati al traguardo
| Pos. | Pilota            | Moto    | Tempo     | Punti |
| ---- | ----------------- | ------- | --------- | ----- |
| 1    | Mike Hailwood     | Honda   | 50' 40" 9 | 8     |
| 2    | Phil Read         | Yamaha  | +6" 6     | 6     |
| 3    | Heinz Rosner      | MZ      | +3' 00" 8 | 4     |
| 4    | Mike Duff         | Yamaha  | +5' 37" 7 | 3     |
| 5    | Gyula Marsovszky  | Bultaco | +5' 55" 4 | 2     |
| 6    | František Šťastný | Jawa    |           | 1     |

## Classe 125
Tra i ritirati, oltretutto pochi metri dopo la partenza, vi fu Phil Read.

### Arrivati al traguardo
| Pos. | Pilota           | Moto   | Tempo     | Punti |
| ---- | ---------------- | ------ | --------- | ----- |
| 1    | Luigi Taveri     | Honda  | 48' 06" 8 | 8     |
| 2    | Ralph Bryans     | Honda  | +20" 9    | 6     |
| 3    | Bill Ivy         | Yamaha | +1' 01" 5 | 4     |
| 4    | Hugh Anderson    | Suzuki | +1' 49" 2 | 3     |
| 5    | Frank Perris     | Suzuki | +2' 41" 6 | 2     |
| 6    | Friedhelm Kohlar | MZ     | +4' 47" 1 | 1     |